# 前1320年代
| 千纪： | 前2千纪 |
| 世纪： | 前15世纪 \| 前14世纪 \| 前13世纪                                                                                     |
| 年代： | 前1350年代 \| 前1340年代 \| 前1330年代 \| 前1320年代 \| 前1310年代 \| 前1300年代 \| 前1290年代                       |
| 年份： | 前1329年 \| 前1328年 \| 前1327年 \| 前1326年 \| 前1325年 \| 前1324年 \| 前1323年 \| 前1322年 \| 前1321年 \| 前1320年 |

## 重要事件及趋势
- 前1323年，古埃及法老图坦卡蒙去世。
- 前1323年，阿伊即位为法老。
- 前1320年，丹吉尔城是由赫拉克勒斯的儿子Sufax修建。

## 重要人物
- 图坦卡蒙、阿伊，古埃及第十八王朝法老
- 穆尔西里二世，赫梯国王
- 阿淑尔乌巴里特一世、恩利尔尼拉里，亚述国王
- 库瑞噶尔祖二世，巴比伦第三王朝国王
- 刻克洛普斯二世，雅典国王
- 南庚，商朝国王